# Leon Bailey
Leon Bailey, né le 9 août 1997 à Kingston, est un footballeur international jamaïcain qui évolue actuellement au poste d'attaquant à AS Roma en prêt d'Aston Villa.

## Biographie

### En club

#### Les débuts
Leon Bailey commence le football en Europe au FC Liefering en 2013 avant de rejoindre, en 2015, l’AS Trenčín.

### Débuts avec le KRC Genk

#### Saison 2015-2016
Il a fait ses débuts belges en championnat le 21 août 2015 lors de la défaite 3-1 contre le Saint-Trond VV, remplaçant Siebe Schrijvers à la 62e minute de jeu. Il marque son premier but professionnel pour le KRC Genk le 21 novembre contre OH Louvain. À la fin de la saison 2015-2016, il reçoit le prix du meilleur Jeune pro de l'année 2015-2016 .

### Arrivée en Angleterre à Aston Villa
Le 4 août 2021 Leon Bailey s'engage avec Aston Villa, après une première saison en demi-teinte avec le club de Birmingham, il parvient à montrer l'étendue de son talent avec l'arrivée d'Unai Emery fin 2022 à la suite du licenciement de Steven Gerrard. Par la suite, il parvient à s'affirmer comme l'un des éléments clés de l'équipe qui se qualifie en Ligue des Champions à la fin de la saison 2023-2024. Leon Bailey devient donc au cours de la saison 2024-2025 le second joueur jamaïcain de l'histoire à marquer dans un match de Ligue des Champions après Wes Morgan.

### Carrière internationale
Malgré ses performances en Belgique et en Allemagne, la première sélection de Leon Bailey avec l'équipe nationale de Jamaïque se fait attendre. En octobre 2017, le sélectionneur des Reggae Boyz, Theodore Whitmore, a rencontré l'agent et père adoptif du joueur, Craig Butler. Celui-ci aurait refusé de voir son protégé revêtir la vareuse nationale.
En février 2018, la rumeur enfle : Bailey se réserverait en fait la possibilité d'évoluer avec l'Angleterre, deux de ses grands-parents ayant la nationalité britannique. Le quotidien Daily Mirror annonce que l'ailier de Leverkusen, brillant en club, aurait attiré l'attention du sélectionneur des Three Lions, Gareth Southgate, en vue de la coupe du monde 2018,. La Belgique aurait également montré son intérêt, et aurait la préférence de Bailey.
Il annonce finalement son choix en mai 2019 sur les réseaux sociaux : il représentera la Jamaïque, et intègre l'équipe pour la Gold Cup 2019.

## Statistiques
| Saison                | Club                  | Championnat           | Championnat | Championnat | Coupe nationale | Coupe nationale | Coupe de la Ligue | Coupe de la Ligue | Supercoupe | Supercoupe | Compétition(s) continentale(s) | Compétition(s) continentale(s) | Compétition(s) continentale(s) | Total | Total |
| Saison                | Club                  | Division              | M.          | B.          | M.              | B.              | M.                | B.                | M.         | B.         | Comp.                          | M.                             | B.                             | M.    | B.    |
| 2015-2016             | KRC Genk              | Jupiler Pro League    | 37          | 6           | 5               | 1               | -                 | -                 | -          | -          | -                              | -                              | -                              | 42    | 7     |
| 2016-2017             | KRC Genk              | Jupiler Pro League    | 19          | 2           | 4               | 0               | -                 | -                 | -          | -          | C3                             | 12                             | 7                              | 35    | 9     |
| Sous-total            | Sous-total            | Sous-total            | 56          | 8           | 9               | 1               | 0                 | 0                 | 0          | 0          | -                              | 12                             | 7                              | 77    | 16    |
| 2016-2017             | Bayer Leverkusen      | Bundesliga            | 8           | 0           | -               | -               | -                 | -                 | -          | -          | C1                             | 2                              | 0                              | 10    | 0     |
| 2017-2018             | Bayer Leverkusen      | Bundesliga            | 30          | 9           | 4               | 3               | -                 | -                 | -          | -          | -                              | -                              | -                              | 34    | 12    |
| 2018-2019             | Bayer Leverkusen      | Bundesliga            | 30          | 5           | 2               | 0               | -                 | -                 | -          | -          | C3                             | 8                              | 0                              | 40    | 5     |
| 2019-2020             | Bayer Leverkusen      | Bundesliga            | 21          | 5           | 3               | 1               | -                 | -                 | -          | -          | C1+C3                          | 3+5                            | 0+1                            | 32    | 7     |
| 2020-2021             | Bayer Leverkusen      | Bundesliga            | 30          | 9           | 2               | 1               | -                 | -                 | -          | -          | C3                             | 8                              | 5                              | 40    | 15    |
| Sous-total            | Sous-total            | Sous-total            | 119         | 28          | 11              | 5               | 0                 | 0                 | 0          | 0          | -                              | 26                             | 6                              | 156   | 39    |
| 2021-2022             | Aston Villa           | Premier League        | 18          | 1           | -               | -               | -                 | -                 | -          | -          | -                              | -                              | -                              | 18    | 1     |
| 2022-2023             | Aston Villa           | Premier League        | 33          | 4           | 1               | 0               | 2                 | 1                 | -          | -          | -                              | -                              | -                              | 36    | 5     |
| 2023-2024             | Aston Villa           | Premier League        | 35          | 10          | 3               | 0               | 1                 | 0                 | -          | -          | C4                             | 13                             | 4                              | 52    | 14    |
| 2024-2025             | Aston Villa           | Premier League        | 24          | 1           | 4               | 0               | 2                 | 0                 | -          | -          | C1                             | 8                              | 1                              | 38    | 2     |
| Sous-total            | Sous-total            | Sous-total            | 110         | 16          | 8               | 0               | 5                 | 1                 | 0          | 0          | -                              | 21                             | 5                              | 144   | 22    |
| 2025-2026             | AS Roma               | Série A               | 0           | 0           | 0               | 0               | -                 | -                 | -          | -          | C3                             | 0                              | 0                              | 0     | 0     |
| Total sur la carrière | Total sur la carrière | Total sur la carrière | 285         | 52          | 28              | 6               | 5                 | 1                 | 0          | 0          | -                              | 59                             | 18                             | 377   | 77    |

## Distinctions personnelles
Il est élu meilleur jeune joueur du l'année de Jupiler Pro League en 2016.
Il reçoit le titre de meilleur rookie en Bundesliga lors de la saison 2017-2018.